# Ryzen
A Ryzen az AMD (Advanced Micro Devices) márkája, mellyel a Zen, Zen+ és Zen 2 mikroarchitektúrájú mikroprocesszorait árusítja asztali és mobil számítógépekhez.
A Zen/Zen2/Zen4 mikroarchitektúra szerverekbe szánt változata az Epyc, a Zen+ és Zen3 itt kimaradt.
A márkanév alatt gyártanak CPU-kat és APU-kat is. CPU-k terén gyártanak munkaállomásokba szánt variánsoktól elkezdve szinte minden célra megfelelő variánsokat. A legújabb Ryzen "processzorok" mind APU-k.
A Ryzen 2017 februárjában került bemutatásra, a 2016-os AMD New Horizon találkozón bemutatott Zen architektúrára építve. A Ryzen második generációja a 12 nm-es technológiával készült Zen+ architektúrára épül, melyet 2018. április 19.-én mutattak be.

## Áttekintés

### Zen mikroarchitektúra

#### Történet
2011-ben jelent meg az AMD Bulldozer architektúra, ezután viszont az AMD processzorok teljesítménye jelentősen elmaradt az Intel Core chipjeitől így jelentős részesedést veszített.
A Ryzen a Zen mikroarchitektúra első, a fogyasztók számára megvásárolható implementációja. A Ryzen kiadásával az AMD ismét belépett a felső-kategóriába, alternatívát nyújtva az I7-es processzoroknak.
Az AMD processzorai jobb többszálas teljesítményt nyújtanak azonos/alacsonyabb árért cserébe.
A Ryzen kiadása után az AMD piaci részesedése növekedésnek indult.

#### Summit ridge / Whitehaven CPU-k
Foglalat: AM4 foglalat Ryzen, TR4 foglalat Ryzen Threadripper esetén.
Tranzisztorok száma: 8 mag esetén 4.8 milliárd tranzisztor
Tungingolhatóság: Az összes Ryzen processzor szorzózár-mentes.
| Típus                                    | Kiadás dátuma | Gyártástechnológia | Magok (szálak) | Órajel (GHz) | Órajel (GHz)    | Órajel (GHz) | Gyorsítótár  | Gyorsítótár      | Gyorsítótár  | Foglalat     | PCIe szálak  | Támogatott memória     | TDP          |
| Típus                                    | Kiadás dátuma | Gyártástechnológia | Magok (szálak) | Alap         | Precision Boost | XFR          | L1           | L2               | L3           | Foglalat     | PCIe szálak  | Támogatott memória     | TDP          |
| Belépő szint                             | Belépő szint  | Belépő szint       | Belépő szint   | Belépő szint | Belépő szint    | Belépő szint | Belépő szint | Belépő szint     | Belépő szint | Belépő szint | Belépő szint | Belépő szint           | Belépő szint |
| ---------------------------------------- | ------------- | ------------------ | -------------- | ------------ | --------------- | ------------ | ------------ | ---------------- | ------------ | ------------ | ------------ | ---------------------- | ------------ |
| Ryzen 3 1200                             | 2017          | GloFo 14LP         | 4 (4)          | 3.1          | 3.4 (?)         | 3.45         | 384 KB       | Magonként 512 KB | 8 MiB        | AM4          | 24           | DDR4-2666 dual-channel | 65 W         |
| Ryzen 3 1300X                            | 2017          | GloFo 14LP         | 4 (4)          | 3.5          | 3.7 (?)         | 3.9          | 384 KB       | Magonként 512 KB | 8 MiB        | AM4          | 24           | DDR4-2666 dual-channel | 65 W         |
| Általános célokra / Közepes teljesítmény |               |                    |                |              |                 |              |              |                  |              |              |              |                        |              |
| Ryzen 5 1400                             | 2017          | GloFo 14LP         | 4 (8)          | 3.2          | 3.4 (?)         | 3.45         | 384 KB       | Magonként 512 KB | 8 MB         | AM4          | 24           | DDR4-2666 dual-channel | 65 W         |
| Ryzen 5 1500X                            | 2017          | GloFo 14LP         | 4 (8)          | 3.5          | 3.7 (3.6)       | 3.9          | 384 KB       | Magonként 512 KB | 16 MiB       | AM4          | 24           | DDR4-2666 dual-channel | 65 W         |
| Ryzen 5 1600                             | 2017          | GloFo 14LP         | 6 (12)         | 3.2          | 3.6 (3.4)       | 3.7          | 576 KiB      | Magonként 512 KB | 16 MiB       | AM4          | 24           | DDR4-2666 dual-channel | 65 W         |
| Ryzen 5 1600X                            | 2017          | GloFo 14LP         | 6 (12)         | 3.6          | 4.0 (3.7)       | 4.1          | 576 KiB      | Magonként 512 KB | 16 MiB       | AM4          | 24           | DDR4-2666 dual-channel | 95 W         |
| Felső-kategória / Magas teljesítmény     |               |                    |                |              |                 |              |              |                  |              |              |              |                        |              |
| Ryzen 7 1700                             | 2017          | GloFo 14LP         | 8 (16)         | 3.0          | 3.7 (3.2)       | 3.75         | 768 KiB      | Magonként 512 KB | 16 MiB       | AM4          | 24           | DDR4-2666 dual-channel | 65 W         |
| Ryzen 7 1700X                            | 2017          | GloFo 14LP         | 8 (16)         | 3.4          | 3.8 (3.5)       | 3.9          | 768 KiB      | Magonként 512 KB | 16 MiB       | AM4          | 24           | DDR4-2666 dual-channel | 95 W         |
| Ryzen 7 1800X                            | 2017          | GloFo 14LP         | 8 (16)         | 3.6          | 4.0 (3.7)       | 4.1          | 768 KiB      | Magonként 512 KB | 16 MiB       | AM4          | 24           | DDR4-2666 dual-channel | 95 W         |
| Felső-kategóriás asztali / Munkaállomás  |               |                    |                |              |                 |              |              |                  |              |              |              |                        |              |
| Ryzen Threadripper 1900X                 | 2017          | GloFo 14LP         | 8 (16)         | 3.8          | 4.0 (3.9)       | 4.2          | 768 KB       | Magonként 512 KB | 16 MB        | TR4          | 64           | DDR4-2666 quad-channel | 180 W        |
| Ryzen Threadripper 1920X                 | 2017          | GloFo 14LP         | 12 (24)        | 3.5          | 4.0 (3.7)       | 4.2          | 1125 KB      | Magonként 512 KB | 32 MiB       | TR4          | 64           | DDR4-2666 quad-channel | 180 W        |
| Ryzen Threadripper 1950X                 | 2017          | GloFo 14LP         | 16 (32)        | 3.4          | 4.0 (3.7)       | 4.2          | 1500 KB      | Magonként 512 KB | 32 MiB       | TR4          | 64           | DDR4-2666 quad-channel | 180 W        |

#### Raven Ridge APU-k
Az AMD 2017 októberében kiadta a Zen mikroarchitektúrára épülő, mobil-eszközökbe szánt alacsony fogyasztású, mégis hatékony lapkáját. Ez 4 Zen alapú CPU maggal illetve Vega alapú GPU-val érkezett.

##### Hordozható eszközökbe szánt lapkák
| Típus             | Kiadás dátuma       | Gyártástechnológia | CPU           | CPU    | CPU    | CPU             | CPU              |             | GPU     | GPU             | GPU      | GPU                    | Támogatott memória     | TDP     |
| Típus             | Kiadás dátuma       | Gyártástechnológia | Magok (szálak | Órajel | Órajel | Gyorsítórár     | Gyorsítórár      | Gyorsítórár | Tipus   | Konfiguráció    | Órajel   | Számítási teljesítmény | Támogatott memória     | TDP     |
| Típus             | Kiadás dátuma       | Gyártástechnológia | Magok (szálak | Alap   | Tuning | L1              | L2               | L3          | Tipus   | Konfiguráció    | Órajel   | Számítási teljesítmény | Támogatott memória     | TDP     |
| ----------------- | ------------------- | ------------------ | ------------- | ------ | ------ | --------------- | ---------------- | ----------- | ------- | --------------- | -------- | ---------------------- | ---------------------- | ------- |
| Ryzen 3 2200U     | 2018, Január 8      | GloFo 14LP         | 2 (4)         | 2.5    | 3.4    | 96 KB magonként | 512 KB magonként | 4MB         | Vega 3  | 192:12:4 3 CU   | 1100 MHz | 422.4                  | DDR4-2400 dual-channel | 12-25 W |
| Ryzen 3 3200U     | 2019, Január 6      | GloFo 14LP         | 2 (4)         | 2.6    | 3.5    | 96 KB magonként | 512 KB magonként | 4MB         | Vega 3  | 192:12:4 3 CU   | 1200 MHz | 460.8                  | DDR4-2400 dual-channel | 12-25 W |
| Ryzen 3 2300U     | 2018, Január 8      | GloFo 14LP         | 4 (4)         | 2.0    | 3.4    | 96 KB magonként | 512 KB magonként | 4MB         | Vega 6  | 384:24:8 6 CU   | 1100 MHz | 844.8                  | DDR4-2400 dual-channel | 12-25 W |
| Ryzen 3 Pro 2300U | 2018, Május 18      | GloFo 14LP         | 4 (4)         | 2.0    | 3.4    | 96 KB magonként | 512 KB magonként | 4MB         | Vega 6  | 384:24:8 6 CU   | 1100 MHz | 844.8                  | DDR4-2400 dual-channel | 12-25 W |
| Ryzen 5 2500U     | 2017, Október 26    | GloFo 14LP         | 4 (8)         | 2.0    | 3.6    | 96 KB magonként | 512 KB magonként | 4MB         | Vega 8  | 512:32:16 8 CU  | 1100 MHz | 1126.4                 | DDR4-2400 dual-channel | 12-25 W |
| Ryzen 5 Pro 2500U | 2018, Május 15      | GloFo 14LP         | 4 (8)         | 2.0    | 3.6    | 96 KB magonként | 512 KB magonként | 4MB         | Vega 8  | 512:32:16 8 CU  | 1100 MHz | 1126.4                 | DDR4-2400 dual-channel | 12-25 W |
| Ryzen 5 2600H     | 2018, Szeptember 10 | GloFo 14LP         | 4 (8)         | 3.2    | 3.6    | 96 KB magonként | 512 KB magonként | 4MB         | Vega 8  | 512:32:16 8 CU  | 1100 MHz | 1126.4                 | DDR4-3200 dual-channel | 35-54 W |
| Ryzen 7 2700H     | 2017, Október 26    | GloFo 14LP         | 4 (8)         | 2.2    | 3.8    | 96 KB magonként | 512 KB magonként | 4MB         | Vega 10 | 640:40:16 10 CU | 1300 MHz | 1664                   | DDR4-2400 dual-channel | 12-25 W |
| Ryzen 7 Pro 2700H | 2018, Május 15      | GloFo 14LP         | 4 (8)         | 2.2    | 3.8    | 96 KB magonként | 512 KB magonként | 4MB         | Vega 10 | 640:40:16 10 CU | 1300 MHz | 1664                   | DDR4-2400 dual-channel | 12-25 W |
| Ryzen 7 2800H     | 2018, Szeptember 10 | GloFo 14LP         | 4 (8)         | 3.3    | 3.8    | 96 KB magonként | 512 KB magonként | 4MB         | Vega 11 | 704:44:16 11 CU | 1300 MHz | 1830.4                 | DDR4-3200 dual-channel | 35-54 W |

##### Asztali gépekbe szánt lapkák
| Típus              | Kiadás dátuma | Gyártástechnológia | CPU            | CPU          | CPU          | CPU          | CPU         | CPU         | GPU        | GPU             | GPU      | GPU                             | Támogatott memória     | TDP     |
| Típus              | Kiadás dátuma | Gyártástechnológia | Magok (szálak) | Órajel (GHz) | Órajel (GHz) | Órajel (GHz) | Gyorsítótár | Gyorsítótár | Típus      | Konfiguráció    | Órajel   | Számítási teljesítmény (GFLOPS) | Támogatott memória     | TDP     |
| Típus              | Kiadás dátuma | Gyártástechnológia | Magok (szálak) | Alap         | Tuning       | XFR          | L2          | L3          | Típus      | Konfiguráció    | Órajel   | Számítási teljesítmény (GFLOPS) | Támogatott memória     | TDP     |
| ------------------ | ------------- | ------------------ | -------------- | ------------ | ------------ | ------------ | ----------- | ----------- | ---------- | --------------- | -------- | ------------------------------- | ---------------------- | ------- |
| Athlon 200GE       | 2018          | GloFo 14LP         | 2 (4)          | 3.2          | N/A          | N.A          | 1 MB        | 4 MB        | Vega 3     | 192:12:4 3 CU   | 1000 MHz | 384                             | DDR4-2666 dual-channel | 35 W    |
| Athlon Pro 200GE   | 2018          | GloFo 14LP         | 2 (4)          | 3.2          | N/A          | N.A          | 1 MB        | 4 MB        | Vega 3     | 192:12:4 3 CU   | 1000 MHz | 384                             | DDR4-2666 dual-channel | 35 W    |
| Athlon 220GE       | 2018          | GloFo 14LP         | 2 (4)          | 3.4          | N/A          | N.A          | 1 MB        | 4 MB        | Vega 3     | 192:12:4 3 CU   | 1000 MHz | 384                             | DDR4-2666 dual-channel | 35 W    |
| Athlon 240GE       | 2018          | GloFo 14LP         | 2 (4)          | 3.5          | N/A          | N.A          | 1 MB        | 4 MB        | Vega 3     | 192:12:4 3 CU   | 1000 MHz | 384                             | DDR4-2666 dual-channel | 35 W    |
| Ryzen 3 2200GE     | 2018          | GloFo 14LP         | 4 (4)          | 3.2          | 3.6          | N.A          | 2 MB        | 4 MB        | RX Vega 8  | 512:32:16 8 CU  | 1100 MHz | 1126                            | DDR4-2933 dual-channel | 35 W    |
| Ryzen 3 Pro 2200GE | 2018          | GloFo 14LP         | 4 (4)          | 3.2          | 3.6          | N.A          | 2 MB        | 4 MB        | RX Vega 8  | 512:32:16 8 CU  | 1100 MHz | 1126                            | DDR4-2933 dual-channel | 35 W    |
| Ryzen 3 2200G      | 2018          | GloFo 14LP         | 4 (4)          | 3.5          | 3.7          | N.A          | 2 MB        | 4 MB        | RX Vega 8  | 512:32:16 8 CU  | 1100 MHz | 1126                            | DDR4-2933 dual-channel | 45–65 W |
| Ryzen 3 Pro 2200G  | 2018          | GloFo 14LP         | 4 (4)          | 3.5          | 3.7          | N.A          | 2 MB        | 4 MB        | RX Vega 8  | 512:32:16 8 CU  | 1100 MHz | 1126                            | DDR4-2933 dual-channel | 45–65 W |
| Ryzen 5 2400GE     | 2018          | GloFo 14LP         | 4 (8)          | 3.2          | 3.8          | N.A          | 2 MB        | 4 MB        | RX Vega 11 | 704:44:16 11 CU | 1250 MHz | 1760                            | DDR4-2933 dual-channel | 35 W    |
| Ryzen 5 Pro 2400GE | 2018          | GloFo 14LP         | 4 (8)          | 3.2          | 3.8          | N.A          | 2 MB        | 4 MB        | RX Vega 11 | 704:44:16 11 CU | 1250 MHz | 1760                            | DDR4-2933 dual-channel | 35 W    |
| Ryzen 5 2400G      | 2018          | GloFo 14LP         | 4 (8)          | 3.6          | 3.9          | N.A          | 2 MB        | 4 MB        | RX Vega 11 | 704:44:16 11 CU | 1250 MHz | 1760                            | DDR4-2933 dual-channel | 45–65 W |
| Ryzen 5 Pro 2400G  | 2018          | GloFo 14LP         | 4 (8)          | 3.6          | 3.9          |              | 2 MB        | 4 MB        | RX Vega 11 | 704:44:16 11 CU | 1250 MHz | 1760                            | DDR4-2933 dual-channel | 45–65 W |

### Zen+ mikroarchitektúra

#### Pinnacle Ridge CPU-k
A Ryzen 2. generációja, a 2000-res széria.
| Típus                                    | Kiadás dátuma | Gyártástechnológia | Magok (szálak) | Órajel (GHz) | Órajel (GHz) | Gyorsítótár     | Gyorsítótár      | Gyorsítótár  | Foglalat     | PCIe szálak  | Támogatott memória     | TDP          |
| Típus                                    | Kiadás dátuma |                    | Magok (szálak) | Alap         | PB2          | L1              | L2               | L3           | Foglalat     | PCIe szálak  | Támogatott memória     | TDP          |
| Belépő szint                             | Belépő szint  | Belépő szint       | Belépő szint   | Belépő szint | Belépő szint | Belépő szint    | Belépő szint     | Belépő szint | Belépő szint | Belépő szint | Belépő szint           | Belépő szint |
| ---------------------------------------- | ------------- | ------------------ | -------------- | ------------ | ------------ | --------------- | ---------------- | ------------ | ------------ | ------------ | ---------------------- | ------------ |
| Ryzen 3 1200 AF (12 nm-es változat)      | 2020          | GloFo 12LP (14LP+) | 4 (4)          | 3.1          | 3.4          | 96 KB magonként |                  |              |              |              |                        |              |
| Ryzen 3 2300X                            | 2018          | GloFo 12LP (14LP+) | 4 (4)          | 3.5          | 4.0          | 96 KB magonként | Magonként 512 KB | 8 MB         | AM4          | 24           | DDR4-2933 dual-channel | 65 W         |
| Általános célokra / Közepes teljesítmény |               |                    |                |              |              |                 |                  |              |              |              |                        |              |
| Ryzen 5 2500X                            | 2018          | GloFo 12LP (14LP+) | 4 (8)          | 3.6          | 4.0          | 96 KB magonként | Magonként 512 KB | 8 MB         | AM4          | 24           | DDR4-2933 dual-channel | 65 W         |
| Ryzen 5 2600E                            | 2018          | GloFo 12LP (14LP+) | 6 (12)         | 3.1          | 4.0          | 96 KB magonként | Magonként 512 KB | 16 MB        | AM4          | 24           | DDR4-2666 dual-channel | 45 W         |
| Ryzen 5 1600 AF (12 nm-es változat)      | 2018          | GloFo 12LP (14LP+) | 6 (12)         | 3.2          | 3.9          | 96 KB magonként | Magonként 512 KB | 16 MB        | AM4          | 24           | DDR4-2933 dual-channel | 65 W         |
| Ryzen 5 2600                             | 2018          | GloFo 12LP (14LP+) | 6 (12)         | 3.4          | 3.9          | 96 KB magonként | Magonként 512 KB | 16 MB        | AM4          | 24           | DDR4-2933 dual-channel | 65 W         |
| Ryzen 5 2600X                            | 2018          | GloFo 12LP (14LP+) | 6 (12)         | 3.6          | 4.2          | 96 KB magonként | Magonként 512 KB | 16 MB        | AM4          | 24           | DDR4-2933 dual-channel | 95 W         |
| Felső-kategória / Magas teljesítmény     |               |                    |                |              |              |                 |                  |              |              |              |                        |              |
| Ryzen 7 2700E                            | 2018          | GloFo 12LP (14LP+) | 8 (16)         | 2.8          | 4.0          | 96 KB magonként | Magonként 512 KB | 16 MB        | AM4          | 24           | DDR4-2666 dual-channel | 45 W         |
| Ryzen 7 2700                             | 2018          | GloFo 12LP (14LP+) | 8 (16)         | 3.2          | 4.1          | 96 KB magonként | Magonként 512 KB | 16 MB        | AM4          | 24           | DDR4-2933 dual-channel | 65 W         |
| Ryzen 7 PRO 2700X                        | 2018          | GloFo 12LP (14LP+) | 8 (16)         | 3.6          | 4.1          | 96 KB magonként | Magonként 512 KB | 16 MB        | AM4          | 24           | DDR4-2933 dual-channel | 105 W        |
| Ryzen 7 2700X                            | 2018          | GloFo 12LP (14LP+) | 8 (16)         | 3.7          | 4.3          | 96 KB magonként | Magonként 512 KB | 16 MB        | AM4          | 24           | DDR4-2933 dual-channel | 105 W        |
| Felső-kategóriás asztali / Munkaállomás  |               |                    |                |              |              |                 |                  |              |              |              |                        |              |
| Ryzen Threadripper 2920X                 | 2018          | GloFo 12LP (14LP+) | 12 (24)        | 3.5          | 4.3          | 96 KB magonként | Magonként 512 KB | 32 MB        | TR4          | 64           | DDR4-2933 quad-channel | 180 W        |
| Ryzen Threadripper 2950X                 | 2018          | GloFo 12LP (14LP+) | 16 (32)        | 3.5          | 4.4          | 96 KB magonként | Magonként 512 KB | 32 MB        | TR4          | 64           | DDR4-2933 quad-channel | 180 W        |
| Ryzen Threadripper 2970WX                | 2018          | GloFo 12LP (14LP+) | 24 (48)        | 3.0          | 4.2          | 96 KB magonként | Magonként 512 KB | 64 MB        | TR4          | 64           | DDR4-2933 quad-channel | 250 W        |
| Ryzen Threadripper 2990WX                | 2018          | GloFo 12LP (14LP+) | 32 (64)        | 3.0          | 4.2          | 96 KB magonként | Magonként 512 KB | 64 MB        | TR4          | 64           | DDR4-2933 quad-channel | 250 W        |

#### Picasso APU-k

##### Hordozható eszközökbe szánt lapkák
| Típus         | Kiadás dátuma | Gyártástechnológia | CPU            | CPU         | CPU         | CPU         | CPU         | CPU         | GPU     | GPU             | GPU      | GPU                             | Támogatott memória | TDP  |
| Típus         | Kiadás dátuma | Gyártástechnológia | Magok (szálak) | Órajel(GHz) | Órajel(GHz) | Órajel(GHz) | Gyorsítótár | Gyorsítótár | Típus   | Konfiguráció    | Órajel   | Számítási teljesítmény (GFLOPS) | Támogatott memória | TDP  |
| Típus         | Kiadás dátuma | Gyártástechnológia | Magok (szálak) | Alap        | Tuning      | XFR         | L2          | L3          | Típus   | Konfiguráció    | Órajel   | Számítási teljesítmény (GFLOPS) | Támogatott memória | TDP  |
| ------------- | ------------- | ------------------ | -------------- | ----------- | ----------- | ----------- | ----------- | ----------- | ------- | --------------- | -------- | ------------------------------- | ------------------ | ---- |
| Athlon 300U   | 2019 Január   | GloFo 12LP (14LP+) | 2(4)           | 2.4         | 3.3         | Ismeretlen  | 1 MB        | 4 MB        | Vega 3  | 192:12:4 3 CU   | 1000 MHz | 384.0                           | DDR4-2400          | 15 W |
| Ryzen 3 3300U | 2019 Január   | GloFo 12LP (14LP+) | 4(4)           | 2.1         | 3.5         | Ismeretlen  | 2 MB        | 4 MB        | Vega 6  | 384:24:8 6 CU   | 1200 MHz | 921.6                           | DDR4-2400          | 15 W |
| Ryzen 5 3500U | 2019 Január   | GloFo 12LP (14LP+) | 4(8)           | 2.1         | 3.7         | Ismeretlen  | 2 MB        | 4 MB        | Vega 8  | 512:32:16 8 CU  | 1200 MHz | 1228.8                          | DDR4-2400          | 15 W |
| Ryzen 5 3550H | 2019 Január   | GloFo 12LP (14LP+) | 4(8)           | 2.1         | 3.7         | Ismeretlen  | 2 MB        | 4 MB        | Vega 8  | 512:32:16 8 CU  | 1200 MHz | 1228.8                          | DDR4-2400          | 35 W |
| Ryzen 7 3700U | 2019 Január   | GloFo 12LP (14LP+) | 4(8)           | 2.3         | 4.0         | Ismeretlen  | 2 MB        | 4 MB        | Vega 10 | 640:40:16 10 CU | 1400 MHz | 1792.0                          | DDR4-2400          | 15 W |
| Ryzen 7 3750H | 2019 Január   | GloFo 12LP (14LP+) | 4(8)           | 2.3         | 4.0         | Ismeretlen  | 2 MB        | 4 MB        | Vega 10 | 640:40:16 10 CU | 1400 MHz | 1792.0                          | DDR4-2400          | 35 W |

### Zen 2 mikroarchitektúra

#### Matisse CPU
Az AMD 2019 januári Keynote eseményén említést tettek a harmadik-generációs, Zen2 mikroarchitektúrára épülő asztali CPU-król.
| Típus                                    | Kiadás Dátuma                                                      | Gyártástechnológia | Magok (Szálak) | Órajel (Ghz) | Órajel (Ghz) | Cache            | Cache             | Cache        | Socket       | PCIe szálak  | Támogatott Memória     | TDP          |
| Típus                                    | Kiadás Dátuma                                                      | Gyártástechnológia | Magok (Szálak) | Alap         | Boost        | L1               | L2                | L3           | Socket       | PCIe szálak  | Támogatott Memória     | TDP          |
| Belépő szint                             | Belépő szint                                                       | Belépő szint       | Belépő szint   | Belépő szint | Belépő szint | Belépő szint     | Belépő szint      | Belépő szint | Belépő szint | Belépő szint | Belépő szint           | Belépő szint |
| ---------------------------------------- | ------------------------------------------------------------------ | ------------------ | -------------- | ------------ | ------------ | ---------------- | ----------------- | ------------ | ------------ | ------------ | ---------------------- | ------------ |
| Ryzen 3 3100                             | Április 21, 2020                                                   | TSMC 7FF           | 4 (8)          | 3.6          | 3.9          | 64 KiB magonként | 512 KiB magonként | 16 MB        | AM4          | 24           | DDR4-3200 dual-channel | 65 W         |
| Ryzen 3 3300X                            | Április 21, 2020                                                   | TSMC 7FF           | 4 (8)          | 3.8          | 4.3          | 64 KiB magonként | 512 KiB magonként | 16 MB        | AM4          | 24           | DDR4-3200 dual-channel | 65 W         |
| Általános célokra / Közepes teljesítmény |                                                                    |                    |                |              |              |                  |                   |              |              |              |                        |              |
| Ryzen 5 3500                             | November 15, 2019                                                  | TSMC 7FF           | 6 (6)          | 3.6          | 4.1          | 64 KiB magonként | 512 KiB magonként | 16 MiB       | AM4          | 24           | DDR4-3200 dual-channel | 65 W         |
| Ryzen 5 3500X                            | October 8, 2019                                                    | TSMC 7FF           | 6 (6)          | 3.6          | 4.2          | 64 KiB magonként | 512 KiB magonként | 32 MiB       | AM4          | 24           | DDR4-3200 dual-channel | 65 W         |
| Ryzen 5 3600                             | July 7, 2019                                                       | TSMC 7FF           | 6 (12)         | 3.6          | 4.2          | 64 KiB magonként | 512 KiB magonként | 32 MiB       | AM4          | 24           | DDR4-3200 dual-channel | 65 W         |
| Ryzen 5 Pro 3600                         | September 30, 2019                                                 | TSMC 7FF           | 6 (12)         | 3.6          | 4.2          | 64 KiB magonként | 512 KiB magonként | 32 MiB       | AM4          | 24           | DDR4-3200 dual-channel | 65 W         |
| Ryzen 5 3600X                            | July 7, 2019                                                       | TSMC 7FF           | 6 (12)         | 3.8          | 4.4          | 64 KiB magonként | 512 KiB magonként | 32 MiB       | AM4          | 24           | DDR4-3200 dual-channel | 95 W         |
| Felső-kategória / Magas teljesítmény     |                                                                    |                    |                |              |              |                  |                   |              |              |              |                        |              |
| Ryzen 7 Pro 3700                         | September 30, 2019                                                 | TSMC 7FF           | 8 (16)         | 3.6          | 4.4          | 64 Kib magonként | 512KiB magonként  | 32MiB        | AM4          | 24           | DDR4-3200 dual-channel | 65 W         |
| Ryzen 7 3700X                            | July 7, 2019                                                       | TSMC 7FF           | 8 (16)         | 3.6          | 4.4          | 64 Kib magonként | 512KiB magonként  | 32MiB        | AM4          | 24           | DDR4-3200 dual-channel | 65 W         |
| Ryzen 7 3800X                            | July 7, 2019                                                       | TSMC 7FF           | 8 (16)         | 3.9          | 4.5          | 64 Kib magonként | 512KiB magonként  | 32MiB        | AM4          | 24           | DDR4-3200 dual-channel | 105 W        |
| Felső-kategória / Magasabb teljesítmény  |                                                                    |                    |                |              |              |                  |                   |              |              |              |                        |              |
| Ryzen 9 3900                             | October 8, 2019                                                    | TSMC 7FF           | 12 (24)        | 3.1          | 4.3          | 64 KiB magonként | 512 KiB magonként | 64 MiB       | AM4          | 24           | DDR4-3200 dual-channel | 65W          |
| Ryzen 9 Pro 3900                         | September 30, 2019                                                 | TSMC 7FF           | 12 (24)        | 3.1          | 4.3          | 64 KiB magonként | 512 KiB magonként | 64 MiB       | AM4          | 24           | DDR4-3200 dual-channel | 65W          |
| Ryzen 9 3900X                            | July 7, 2019                                                       | TSMC 7FF           | 12 (24)        | 3.8          | 4.6          | 64 KiB magonként | 512 KiB magonként | 64 MiB       | AM4          | 24           | DDR4-3200 dual-channel | 105 W        |
| Ryzen 9 3950X                            | November 25, 2019                                                  | TSMC 7FF           | 16 (32)        | 3.5          | 4.7          | 64 KiB magonként | 512 KiB magonként | 64 MiB       | AM4          | 24           | DDR4-3200 dual-channel | 105 W        |
| Felső-kategóriás asztali / Munkaállomás  |                                                                    |                    |                |              |              |                  |                   |              |              |              |                        |              |
| Ryzen Threadripper Pro 3945WX            | 2020, Julius 14 (Csak gyártóknak)                                  | TSMC 7FF           | 12 (24)        | 4.0          | 4.3          | 64 KiB magonként | 512 KiB magonként | 64 MiB       | sTRX8        | 128          | DDR4-3200 quad-channel | 280 W        |
| Ryzen Threadripper Pro 3955WX            | 2020, Julius 14 (Csak gyártóknak)2020, Julius 14 (Csak gyártóknak) | TSMC 7FF           | 16 (32)        | 3.9          | 4.3          | 64 KiB magonként | 512 KiB magonként | 64 MiB       | sTRX8        | 128          | DDR4-3200 quad-channel | 280 W        |
| Ryzen Threadripper 3960X                 | November 25, 2019                                                  | TSMC 7FF           | 24 (48)        | 3.8          | 4.5          | 64 KiB magonként | 512 KiB magonként | 128 MiB      | sTRX4        | 64           | DDR4-3200 quad-channel | 280 W        |
| Ryzen Threadripper 3970X                 | November 25, 2019                                                  | TSMC 7FF           | 32 (64)        | 3.7          | 4.5          | 64 KiB magonként | 512 KiB magonként | 128 MiB      | sTRX4        | 64           | DDR4-3200 quad-channel | 280 W        |
| Ryzen Threadripper Pro 3975WX            | 2020, Julius 14 (Csak gyártóknak)                                  | TSMC 7FF           | 32 (64)        | 3.5          | 4.2          | 64 KiB magonként | 512 KiB magonként | 128 MiB      | sTRX8        | 128          | DDR4-3200 quad-channel | 280 W        |
| Ryzen Threadripper 3990X                 | 2020, Február 7                                                    | TSMC 7FF           | 64 (128)       | 2.9          | 4.3          | 64 KiB magonként | 512 KiB magonként | 256 MiB      | sTRX8        | 64           | DDR4-3200 quad-channel | 280 W        |
| Ryzen Threadripper Pro 3995WX            | 2020, Julius 14 (Csak gyártóknak)                                  | TSMC 7FF           | 64 (128)       | 2.7          | 4.2          | 64 KiB magonként | 512 KiB magonként | 256 MiB      | sTRX8        | 128          | DDR4-3200 quad-channel | 280 W        |

#### Renoir APU-k
A Renoir APU-k (4000-es szériájú APU-k, CPU-t nem adtak ki a 4000-es szériában) a Zen 2-es Matisse CPU-kon alapszik Radeon Vega iGPU-kal ellátva. A 4000-es szériájú Ryzen Pro megegyeznek az azonos számú sima változatával, azzal a kivétellel, hogy nem csak gyártó (OEM) vásárolhatja, és jár hozzá processzorhűtő.

##### Asztali gépekbe szánt lapkák
| Típus                                    | Kiadás Dátuma   | Gyártástechnológia | CPU            | CPU          | CPU          | CPU             | CPU              | CPU          | GPU              | GPU           | GPU          | GPU                             | Socket       | PCIe szálak  | Támogatott Memória     | TDP          |
| Típus                                    | Kiadás Dátuma   | Gyártástechnológia | Magok (Szálak) | Órajel (Ghz) | Órajel (Ghz) | Cache           | Cache            | Cache        | Architektúra     | Konfiguráció  | Órajel (GHz) | Számítási teljesítmény (GFLOPS) | Socket       | PCIe szálak  | Támogatott Memória     | TDP          |
| Típus                                    | Kiadás Dátuma   | Gyártástechnológia | Magok (Szálak) | Alap         | Boost        | L1              | L2               | L3           | Architektúra     | Konfiguráció  | Órajel (GHz) | Számítási teljesítmény (GFLOPS) | Socket       | PCIe szálak  | Támogatott Memória     | TDP          |
| Belépő szint                             | Belépő szint    | Belépő szint       | Belépő szint   | Belépő szint | Belépő szint | Belépő szint    | Belépő szint     | Belépő szint | Belépő szint     | Belépő szint  | Belépő szint | Belépő szint                    | Belépő szint | Belépő szint | Belépő szint           | Belépő szint |
| ---------------------------------------- | --------------- | ------------------ | -------------- | ------------ | ------------ | --------------- | ---------------- | ------------ | ---------------- | ------------- | ------------ | ------------------------------- | ------------ | ------------ | ---------------------- | ------------ |
| Ryzen 3 4300GE                           | Július 21, 2020 | TSMC 7FF           | 4 (8)          | 3.5          | 4.0          | 64 KB magonként | 512 KB magonként | 4 MB         | GCN 5. generáció | 384:24:8 6 CU | 1.7          | 1305.6                          | AM4          | 24           | DDR4-3200 dual-channel | 35 W         |
| Ryzen 3 4300G                            | Július 21, 2020 | TSMC 7FF           | 4 (8)          | 3.8          | 4.0          | 64 KB magonként | 512 KB magonként | 4 MB         | GCN 5. generáció | 384:24:8 6 CU | 1.7          | 1305.6                          | AM4          | 24           | DDR4-3200 dual-channel | 65 W         |
| Általános célokra / Közepes teljesítmény |                 |                    |                |              |              |                 |                  |              |                  |               |              |                                 |              |              |                        |              |
| Ryzen 5 4600GE                           | Július 21, 2020 | TSMC 7FF           | 6 (12)         | 3.3          | 4.2          | 64 KB magonként | 512 KB magonként | 8 MB         | GCN 5. generáció | 448:28:8 7 CU | 1.9          | 1702.4                          | AM4          | 24           | DDR4-3200 dual-channel | 35 W         |
| Ryzen 5 4600G                            | Július 21, 2020 | TSMC 7FF           | 6 (12)         | 3.7          | 4.2          | 64 KB magonként | 512 KB magonként | 8 MB         | GCN 5. generáció | 448:28:8 7 CU | 1.9          | 1702.4                          | AM4          | 24           | DDR4-3200 dual-channel | 65 W         |
| Felső-kategória / Magas teljesítmény     |                 |                    |                |              |              |                 |                  |              |                  |               |              |                                 |              |              |                        |              |
| Ryzen 7 4700GE                           | Július 21, 2020 | TSMC 7FF           | 8 (16)         | 3.1          | 4.3          | 64 KB magonként | 512 KB magonként | 8 MB         | GCN 5. generáció | 512:32:8 8 CU | 2.0          | 2048                            | AM4          | 24           | DDR4-3200 dual-channel | 35 W         |
| Ryzen 7 4700G                            | Július 21, 2020 | TSMC 7FF           | 8 (16)         | 3.6          | 4.4          | 64 KB magonként | 512 KB magonként | 8 MB         | GCN 5. generáció | 512:32:8 8 CU | 2.0          | 2150.4                          | AM4          | 24           | DDR4-3200 dual-channel | 65 W         |

##### Hordozható eszközökbe szánt lapkák
| FP6                                      | Kiadás Dátuma    | Gyártástechnológia | CPU            | CPU          | CPU          | CPU             | CPU              | CPU          | GPU              | GPU           | GPU          | GPU                             | Socket       | PCIe szálak  | Támogatott Memória                 | TDP          |
| FP6                                      | Kiadás Dátuma    | Gyártástechnológia | Magok (Szálak) | Órajel (Ghz) | Órajel (Ghz) | Cache           | Cache            | Cache        | Architektúra     | Konfiguráció  | Órajel       | Számítási teljesítmény (GFLOPS) | Socket       | PCIe szálak  | Támogatott Memória                 | TDP          |
| FP6                                      | Kiadás Dátuma    | Gyártástechnológia | Magok (Szálak) | Alap         | Boost        | L1              | L2               | L3           | Architektúra     | Konfiguráció  | Órajel       | Számítási teljesítmény (GFLOPS) | Socket       | PCIe szálak  | Támogatott Memória                 | TDP          |
| Belépő szint                             | Belépő szint     | Belépő szint       | Belépő szint   | Belépő szint | Belépő szint | Belépő szint    | Belépő szint     | Belépő szint | Belépő szint     | Belépő szint  | Belépő szint | Belépő szint                    | Belépő szint | Belépő szint | Belépő szint                       | Belépő szint |
| ---------------------------------------- | ---------------- | ------------------ | -------------- | ------------ | ------------ | --------------- | ---------------- | ------------ | ---------------- | ------------- | ------------ | ------------------------------- | ------------ | ------------ | ---------------------------------- | ------------ |
| Ryzen 3 4300U                            | Március 16, 2020 | TSMC 7FF           | 4 (4)          | 2.7          | 3.7          | 64 KB magonként | 512 KB magonként | 4 MB         | GCN 5. generáció | 380:20:8 5 CU | 1400 MHz     | 896                             | FP6          | 16           | DDR4-3200 LPDDR4-4266 dual-channel | 10-25 W      |
| Általános célokra / Közepes teljesítmény |                  |                    |                |              |              |                 |                  |              |                  |               |              |                                 |              |              |                                    |              |
| Ryzen 5 4500U                            | Március 16, 2020 | TSMC 7FF           | 6 (6)          | 2.3          | 4.0          | 64 KB magonként | 512 KB magonként | 8 MB         | GCN 5. generáció | 384:24:8 6 CU | 1500 MHz     | 1152                            | FP6          | 16           | DDR4-3200 LPDDR4-4266 dual-channel | 10-25 W      |
| Ryzen 5 4600U                            | Március 16, 2020 | TSMC 7FF           | 6 (12)         | 2.1          | 4.0          | 64 KB magonként | 512 KB magonként | 8 MB         | GCN 5. generáció | 384:24:8 6 CU | 1500 MHz     | 1152                            | FP6          | 16           | DDR4-3200 LPDDR4-4266 dual-channel | 10-25 W      |
| Ryzen 5 4680U                            | Április 13. 2021 | TSMC 7FF           | 6 (12)         | 2.1          | 4.0          | 64 KB magonként | 512 KB magonként | 8 MB         | GCN 5. generáció | 448:28:8 7 CU | 1500 MHz     | 1344                            | FP6          | 16           | DDR4-3200 LPDDR4-4266 dual-channel | 10-25 W      |
| Ryzen 5 4600HS                           | Március 16, 2020 | TSMC 7FF           | 6 (12)         | 3.0          | 4.0          | 64 KB magonként | 512 KB magonként | 8 MB         | GCN 5. generáció | 384:24:8 6 CU | 1500 MHz     | 1152                            | FP6          | 16           | DDR4-3200 LPDDR4-4266 dual-channel | 35 W         |
| Ryzen 5 4600H                            | Március 16, 2020 | TSMC 7FF           | 6 (12)         | 3.0          | 4.0          | 64 KB magonként | 512 KB magonként | 8 MB         | GCN 5. generáció | 384:24:8 6 CU | 1500 MHz     | 1152                            | FP6          | 16           | DDR4-3200 LPDDR4-4266 dual-channel | 35-54 W      |
| Felső-kategória / Magas teljesítmény     |                  |                    |                |              |              |                 |                  |              |                  |               |              |                                 |              |              |                                    |              |
| Ryzen 7 4700U                            | Március 16, 2020 | TSMC 7FF           | 8 (8)          | 2.0          | 4.1          | 64 KB magonként | 512 KB magonként | 8 MB         | GCN 5. generáció | 448:28:8 7 CU | 1600 MHz     | 1433.6                          | FP6          | 16           | DDR4-3200 LPDDR4-4266 dual-channel | 10-25 W      |
| Ryzen 7 4800U                            | Március 16, 2020 | TSMC 7FF           | 8 (16)         | 1.8          | 4.2          | 64 KB magonként | 512 KB magonként | 8 MB         | GCN 5. generáció | 512:32:8 8 CU | 1750 MHz     | 1792                            | FP6          | 16           | DDR4-3200 LPDDR4-4266 dual-channel | 10-25 W      |
| Ryzen 7 4980U                            | Április 13. 2021 | TSMC 7FF           | 8 (16)         | 2.0          | 4.4          | 64 KB magonként | 512 KB magonként | 8 MB         | GCN 5. generáció | 512:32:8 8 CU | 1950 MHz     | 1996.8                          | FP6          | 16           | DDR4-3200 LPDDR4-4266 dual-channel | 10-25 W      |
| Ryzen 7 4800HS                           | Március 16, 2020 | TSMC 7FF           | 8 (16)         | 2.9          | 4.2          | 64 KB magonként | 512 KB magonként | 8 MB         | GCN 5. generáció | 448:28:8 7 CU | 1600 MHz     | 1433.6                          | FP6          | 16           | DDR4-3200 LPDDR4-4266 dual-channel | 35 W         |
| Ryzen 7 4800H                            | Március 16, 2020 | TSMC 7FF           | 8 (16)         | 2.9          | 4.2          | 64 KB magonként | 512 KB magonként | 8 MB         | GCN 5. generáció | 448:28:8 7 CU | 1750 MHz     | 1433.6                          | FP6          | 16           | DDR4-3200 LPDDR4-4266 dual-channel | 35-54 W      |
| Felső-kategória / Magasabb teljesítmény  |                  |                    |                |              |              |                 |                  |              |                  |               |              |                                 |              |              |                                    |              |
| Ryzen 9 4900HS                           | Március 16, 2020 | TSMC 7FF           | 8 (16)         | 3            | 4.3          | 64 KB magonként | 512 KB magonként | 8 MB         | GCN 5. generáció | 512:32:8 8 CU | 1750 MHz     | 1792                            | FP6          | 16           | DDR4-3200 LPDDR4-4266 dual-channel | 35 W         |
| Ryzen 9 4900H                            | Március 16, 2020 | TSMC 7FF           | 8 (16)         | 3.3          | 4.4          | 64 KB magonként | 512 KB magonként | 8 MB         | GCN 5. generáció | 512:32:8 8 CU | 1750 MHz     | 1792                            | FP6          | 16           | DDR4-3200 LPDDR4-4266 dual-channel | 35-54 W      |

## Kompatibilitás
Bár az AMD megerősítette, hogy a Ryzen processzorok kompatibilisek a Windows 7-től az összes Windows operációs rendszer támogatja, hivatalosan a Microsoft nem támogatja a Windows korábbi verzióiban az AMD Ryzen újabb processzorait.
Ryzen 2000-es, Athlon-3000-es, EPYC 7000-es és újabb szériák megfeleltek a Windows 11-nek az igényeivel.
A Microsoft tiltja a frissítés lehetőségét a régebbi Windows rendszerek alatt, de ez könnyedén megkerülhető egy nem-hivatalos bővítménnyel.
A Ryzen processzorok kompatibilisek a Linux rendszerekkel, de a teljes teljesítmény csak a kernel 4.10-es verziójával, vagy ennél újabb verzióval érhető el.